# Xorides erythrothorax
Xorides erythrothorax là một loài tò vò trong họ Ichneumonidae.